# Ситники (Сумський район)
Си́тники —село в Україні, у Лебединській міській громаді Сумського району Сумської області. Населення становить 42 осіб. До 2020 орган місцевого самоврядування — Гарбузівська сільська рада.

## Географія
Село Ситники знаходиться на правому березі річки Ревки, вище за течією на відстані 0,5 км розташоване село Савенки, нижче за течією на відстані 2 км розташоване село Щетини. До села примикає великий лісовий масив (дуб).

## Історія
12 червня 2020 року, відповідно до Розпорядження Кабінету Міністрів України № 723-р «Про визначення адміністративних центрів та затвердження територій територіальних громад Сумської області» увійшло до складу Лебединської міської громади.
19 липня 2020 року, після ліквідації Лебединського району, село увійшло до Сумського району.